# 旅は道連れ世は情け
旅は道連れ世は情け（たびはみちづれよはなさけ）は、江戸時代の日本からのことわざ。

## 概要
旅というものには道連れがあるとういうことは心強いものであり、同様に世の中を渡るには互いに情けをかけることが重要であるということである。世渡りというものも長い人生を旅しているようなものであるために、互いに助け合って人生の行路を渡っていくのが良いということである。

### 由来
この言葉の由来は、江戸時代に浅井了意によって著された『東海道名所記』という書物からである。これによると当時の旅というのは情報が不足して、公共交通機関も存在していないために、一人で行うというのは困難であったようである。このために旅に同行者がいるということは、大きな助けになるということであった。共に厳しい旅を経験することで、互いに助け合い協力するということが大切であると教えられていた。このような背景からこのことわざが生まれていたのであった。